# Rigi-Scheidegg-Bahn
De Rigi-Scheidegg-Bahn (afgekort: RSB) was een Zwitserse bergspoorlijn gelegen in de kantons Luzern en Schwyz. Het metersporige traject liep van Rigi Kaltbad naar Rigi Scheidegg.

## Geschiedenis
In 1873 werd begonnen met de aanleg van de Rigi-Scheidegg-Bahn (RSB). Op het moment van de aanleg was de lijn de hoogst gelegen tandstaafloze spoorlijn van Europa. Op het traject werd onder meer een tunnel van 70 meter en een brug van 50 meter gebouwd. Omdat de aanleg van de tunnel en brug lang duurde, werd het traject in twee etappes geopend. Het eerste deel van Kaltbad tot Unterstetten werd op 14 juli 1874 geopend en het tweede deel van Unterstetten tot Scheidegg op 1 juni 1875.

## Overname

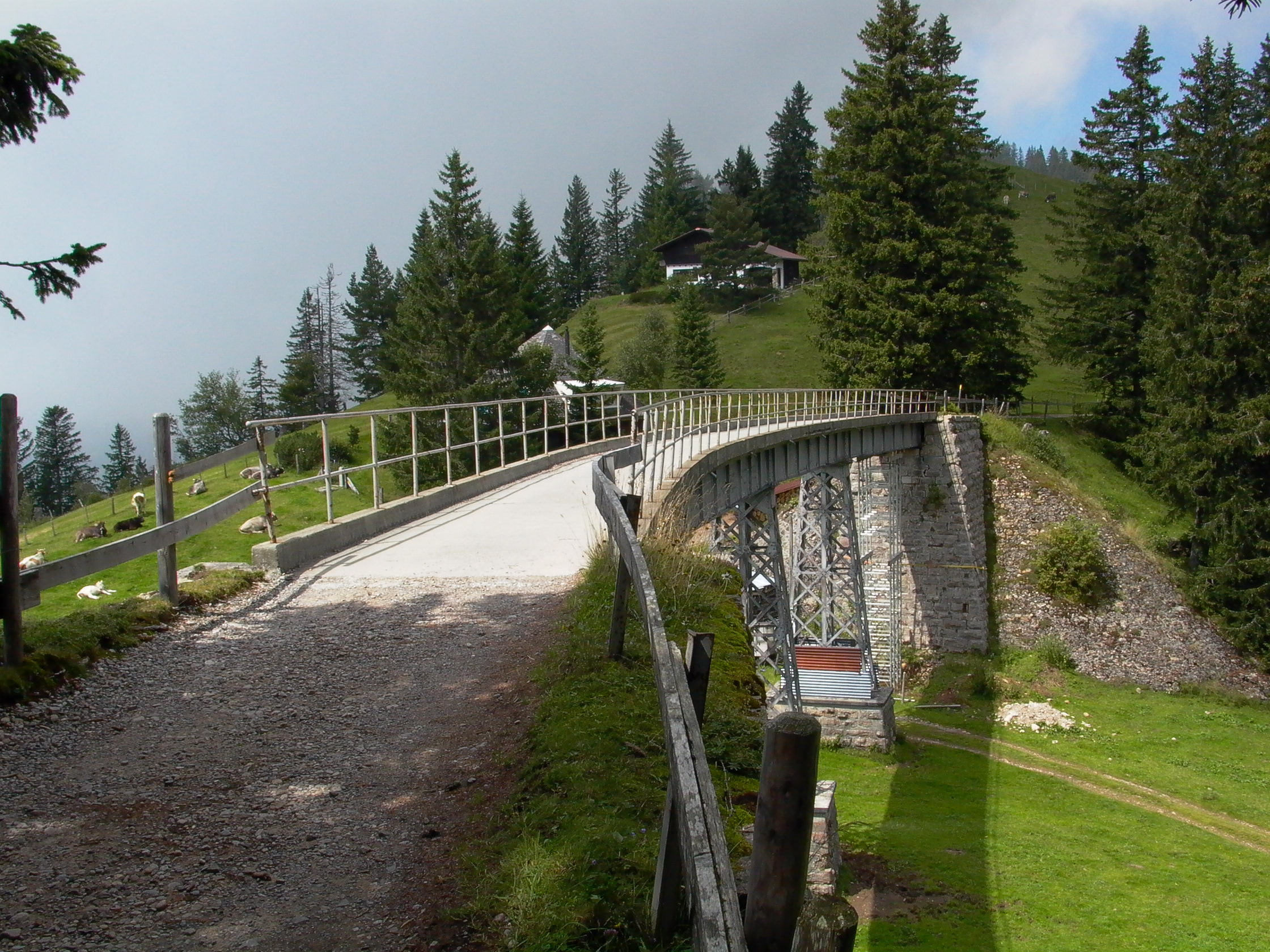
Brug bij Unterstetten (2009)

Op 22 januari 1878 ging de RSB failliet en werd zij geliquideerd. Op 13 december 1879 nam een nieuwe onderneming het geliquideerde bedrijf over. Op 20 september 1931 staakte dit bedrijf alle activiteiten en in 1942 werden de sporen opgebroken.
Rigi Scheidegg en Kaltbad zijn sinds 1968 weer met elkaar verbonden, ditmaal door middel van een kabelbaan.

## Aandrijving
Op het traject van de RSB werden uitsluitend stoomlocomotieven gebruikt.